# Pascal Godefroit
Pascal Godefroit é um paleontólogo belga. Godefroit é o diretor de ciências da terra e da vida no Instituto Real Belga de Ciências Naturais.